# Семейный портрет (Вояджер)
«Семейный портрет» (англ. Family Portrait) — изображение Солнечной системы, полученное космическим аппаратом «Вояджер-1» 14 февраля 1990 года.

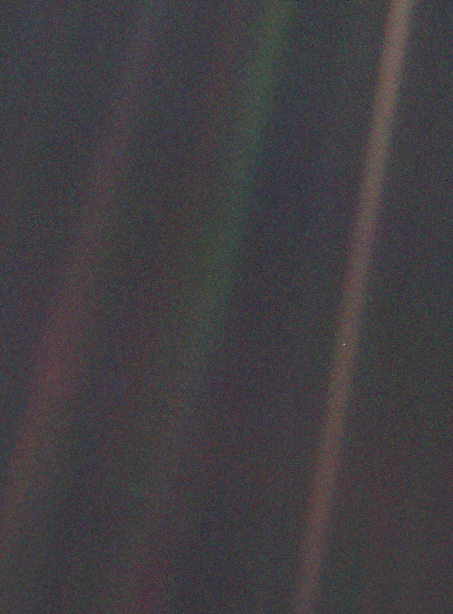
Земля на расстоянии 6 миллиардов километров выглядит крошечной точкой (близ середины правой коричневатой полосы).

Изображение представляет собой мозаику из 60 отдельных изображений. Это последние фотографии, сделанные космическим аппаратом «Вояджер-1». На этой мозаичной фотографии Земля видна как маленькая бледно-голубая точка. Американский астроном Карл Саган, который был частью команды, ответственной за фотографии «Вояджера», на протяжении многих лет настаивал на съёмке этой фотографии.
Изображения были сделаны с расстояния от Земли около 6 миллиардов километров, под углом 32° выше плоскости эклиптики. Мозаика составлена из фотографий семи небесных тел (слева направо): Юпитер, Земля, Венера, Солнце, Сатурн, Уран и Нептун. Меркурий и Марс слишком малы, чтобы быть различимыми в этом масштабе.
Общее изображение было составлено из отдельных фотографий, сделанных через различные фильтры, чтобы выявить как можно больше деталей. Солнце снято с затемняющим фильтром и с короткой выдержкой, чтобы избежать повреждения оптики. Большинство изображений получено широкоугольными объективами, но сами планеты сняты телескопической оптикой.